# دبلوماسية فيسبوك

تمت صياغه مصطلح دبلوماسية فيسبوك في وقت ما من شهر أكتوبر 2008 في ملاحظات عادية تم تداولها على تويتر، فيما يتعلق باستخدام الحملة السياسية الانتخابية للرئيس باراك أوباما للفيسبوك ومواقع الشبكات الاجتماعية الأخرى. تم تقديم مصطلح دبلوماسية فيسبوك ووصفه بالقوة الناعمة المحتملة التي يمكن إنشاؤها باستخدام أدوات الشبكات الاجتماعية على الإنترنت مثل فيسبوك لمكافحة الإرهاب، التدخل مع الحكومات القمعية والجماعات المسلحة في مناقشة في مؤتمر للتواصل الاجتماعي والتكنولوجيا في ديسمبر 2008 في نيويورك.
خلال مؤتمر ديسمبر في نيويورك، وكيل الولايات المتحدة للدبلوماسية العامة، قال جيمس جلاسمان، «التكنولوجيا الجديدة تمنح الولايات المتحدة والدول الحرة الأخرى ميزة كبيرة على الإرهابيين». في عرضه التقديمي في كلية الحقوق بجامعة كولومبيا بنيويورك، واصل توضيح كيف نجحت الدبلوماسية على فيسبوك والنشاط عبر الإنترنت في النجاح من خلال استخدام مجموعات الفيسبوك واستخدام النظام الأساسي لخلق نشاط وتسبب في وعي عالمي بالنسبة للقضايا في كولومبيا ضد المتمردين فارك سيئي السمعة.

## دبلوماسية التواصل الاجتماعي
بشكل عام، تُعد دبلوماسية فيسبوك بمثابة مزيج تم إنشاؤه من قبل الدبلوماسية العامة ودبلوماسية المواطنين كما هو مطبق في منصة التواصل الاجتماعي على فيسبوك. تتضمن المصطلحات الأخرى التي تطورت أيضًا في هذه الفئة الدبلوماسية دبلوماسية تويتر ودبلوماسية جوجل والدبلوماسية الرقمية.

## سفراء الفيسبوك وتويتر
يشمل سفراء فيسبوك للدبلوماسية العامة أكثر من 200 سفير من 87 دولة يحتفظ كل منهم بملف تعريف عام أو صفحة من المعجبين ويحتفظون معًا بالعديد من صفحات الفيسبوك الشهيرة (المنشورات الإلكترونية عبر الإنترنت) مثل سفراء النوايا الحسنة وسفراء العالم والسلام والشهرة، وجروبات يقرب عددها من 250,000 مشترك.

## وصلات خارجية
- مهاجر الولايات المتحدة يبني جسورا مع الفيسبوك السلام
- دبلوماسية الفيسبوك (هزلية).
- دبلوماسية الفيسبوك (نيوزويك).
- دبلوماسية فيسبوك: الدولة «أصدقاء» العالم.
- تصنيف الحكومات في الدبلوماسية الرقمية.